# Trinia (Cypr)
Trinia lub Drinia (gr. Θρινιά lub Δρυνιά) – wieś w Republice Cypryjskiej, w dystrykcie Pafos. W 2011 roku liczyła 55 mieszkańców.